# Antonio Santosuosso
Antonio Santosuosso (født 1936, død 12. juli 2014) var en professor emeritus i historie ved University of Western Ontario i London, Ontario.